# C³ -시큐브-
C³ -시큐브-(シーキューブ 시큐브[*])는 미나세 하즈키가 쓰고 사소리 가타메가 일러스트를 그린 일본의 라이트노벨이다. 2011년 4분기에 애니메이션 방영되었으며 방영분량은 26분×13화이다.

## 등장인물
야치 하루아키 (일본어: 夜知 春亮) 
성우 - 카지 유우키
피아 (일본어: フィア) 
성우 - 타무라 유카리
무라마사 코노하 (일본어: 村正 このは) 
성우 - 치하라 미노리
우에노 키리카 (일본어: 上野 錐霞) 
성우 - 키타무라 에리
사베렌티 (일본어: サヴェレンティ) 
성우 - 사이토 치와
사쿠라마이리 시라호 (일본어: 桜参 白穂) 
성우 - 이구치 유카
피비 바로웨이 (일본어: ピーヴィー・バロヲイ) 
성우 - 오오하라 사야카
아만다 카롯토 (일본어: アマンダ・カーロット) 
성우 - MAKO
코드 이름은 마미 메이커 (マミーメーカー)이다.
닌교하라 쿠로에 (일본어: 人形原 黒絵) 
성우 - 오구라 유이